# Người Syria
Người Syria (tiếng Ả Rập: سُورِيُّون, Sūriyyūn), còn được gọi là dân tộc Syria (tiếng Ả Rập: الشَّعْب السُّورِيّ, ALA-LC: eş-Şa‘b es-Sūrī; tiếng Syriac: ܣܘܪܝܝܢ), là những cư dân đa số của Syria và có chung nguồn gốc Levant trong Người Semit. Di sản văn hóa và ngôn ngữ của người Syria là sự pha trộn của cả yếu tố bản địa và các nền văn hóa ngoại lai đã đến cư trú tại khu vực Syria và cai quản người dân của họ trong suốt hàng ngàn năm. Tiếng mẹ đẻ của hầu hết người Syria là tiếng Ả Rập Levant, thay thế cho tiếng mẹ đẻ trước đây, tiếng Aram, sau cuộc người Hồi giáo xâm lược Levant vào thế kỷ thứ 7. Cuộc chinh phục đã dẫn đến việc thành lập Caliphate dưới các triều đại Người Ả Râp kế tiếp, những người, trong thời kỳ của Abbasid Caliphate, đã thúc đẩy việc sử dụng ngôn ngữ Ả Rập. Một bộ phận thiểu số người Syria đã giữ lại tiếng Aram vẫn được sử dụng trong các phương ngữ phương Đông và Tây. Vào năm 2018, Cộng hòa Ả Rập Syria có dân số ước tính là 19,5 triệu, bao gồm, ngoài đa số nói trên, các dân tộc thiểu số như người Kurd, Thổ Nhĩ Kỳ, Armenia, Assyria và những người khác.
Trước Nội chiến Syria, có một lượng lớn Cộng đồng người Syria đã di cư đến Bắc Mỹ (Hoa Kỳ và Canada), Các nước thành viên Liên minh châu Âu (bao gồm Thụy Điển, Pháp và Đức), Nam Mỹ (chủ yếu ở Brasil, Argentina, Venezuela và Chile), Tây Ấn, châu Phi, Úc và New Zealand. Sáu triệu người tị nạn Nội chiến Syria hiện nay cũng sống bên ngoài lãnh thổ Syria, chủ yếu ở Thổ Nhĩ Kỳ.